# Argut
L'Argut (in russo Аргут?) è un fiume della parte asiatica della Russia, nella Siberia meridionale. È uno dei maggiori affluenti di destra del Katun'; scorre nei rajon Koš-Agačskij, Ongudajskij e Ust'-Koksinskij della Repubblica dell'Altaj.

## Geografia

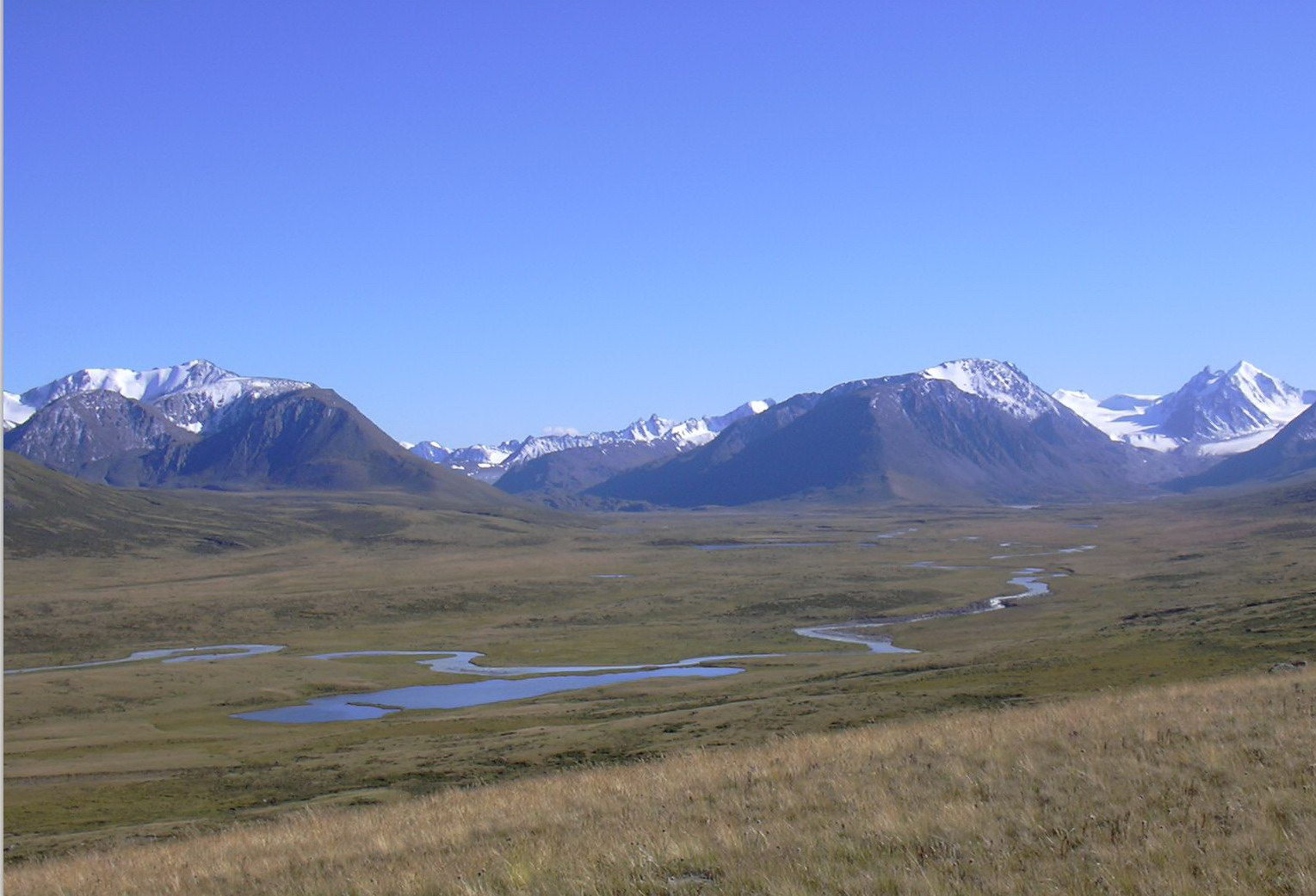
L'altopiano Ukok e l'Akalacha

Il fiume ha origine nella parte centrale dei monti Altaj dalla confluenza di due corsi d'acqua: l'Akalacha (Акалаха), o Ak-Alacha (Ак-Алаха), e lo Džazator (Джазатор), e sfocia nel Katun' a 390 km dalla sua foce.. La lunghezza dell'Argut è di 106 km (assieme all'Akalacha è di 232 km), l'area del bacino è di 9 550 km². La pendenza media del fiume è di 10 m/km, la portata media annua alla foce è di 112 m³/s. 
L'Akalacha, lungo 126 km, scende dalla catena dei monti Altaj meridionali (Южный Алтай), che si trovano al confine tra Russia, Kazakistan e Cina (Xinjiang), e scorre lungo l'altopiano di Ukok (Плоскогорье Укок) dove si unisce allo Džazator dando origine al fiume Argut.
L'Argut, dopo aver ricevuto da sinistra il fiume Koksu, scorre nella stretta valle che divide i monti Katunskij (a ovest) dagli Južno-Čujskij (a est), riceve quindi da destra il grande flusso d'acqua dal Karagem (Карагем), che scende dal versante meridionale della cresta Severo-Čujskij (Северо-Чуйский хребет) e si fa strada in un canyon lungo cinque chilometri. Il fiume continua tra le gole a ovest dei Severo-Čujskij, riceve da destra la Šavla (Шавла) per poi raggiungere il Katun'.
Il fiume si blocca a causa del ghiaccio da novembre fino ad aprile.